# Convolvulus scopulatus
Convolvulus scopulatus är en vindeväxtart som beskrevs av Mats Thulin. Convolvulus scopulatus ingår i släktet vindor, och familjen vindeväxter. Inga underarter finns listade i Catalogue of Life.